# ماربک
ماربک (به سوئدی: Marbäck) یک منطقهٔ مسکونی در سوئد است که در بخش اولریسه‌هامن واقع شده‌است. ماربک ۰٫۶۳ کیلومتر مربع مساحت و ۴۷۴ نفر جمعیت دارد.